# Escuela Nacional Preparatoria 6
La Escuela Nacional Preparatoria Plantel 6 "Antonio Caso" es uno de los nueve planteles de la Escuela Nacional Preparatoria, que pertenece a la Universidad Nacional Autónoma de México (UNAM). Inició sus labores en 1959.[cita requerida]

## Historia

### Escuela Nacional Preparatoria

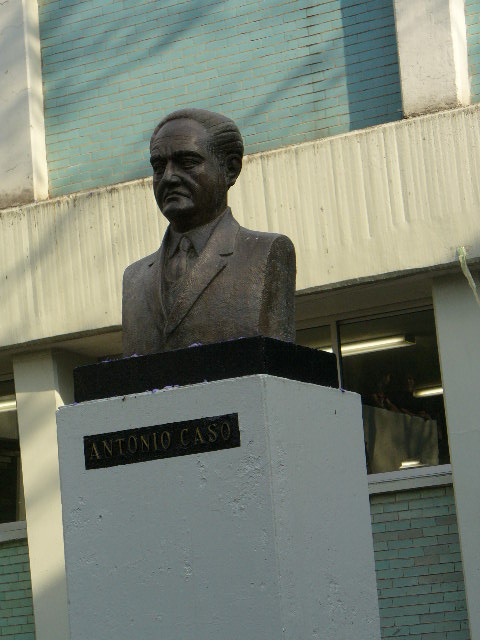
Busto de Antonio Caso, en las jardineras de los salones de cuarto (primer) año.

Con la restauración de la República en 1867, después del triunfo de Benito Juárez, se expidieron diversas leyes para seguir las directrices educativas de los gobiernos de la época, tanto para la orientación y reestructuración de la enseñanza elemental como para la instrucción media. En este último sentido, la fundación de la Escuela Nacional Preparatoria constituyó uno de los pasos más importantes de aquel momento histórico, por cuanto respecta al avance de la educación en México. La institución constituyó una novedad en los sistemas educativos tradicionales y en los cuales las materias serían 34, y las habría tanto científicas como humanísticas. Justo Sierra concebía a la Escuela Nacional Preparatoria como el cimiento de la Universidad, su fundamento, su pilar. Desde su iniciación, la Escuela Nacional Preparatoria ha sido parte integrante de la Universidad. Sin embargo, en 1914 se decidió separar a ambas instituciones. Hacia 1929, tras la movilización de diversos sectores de la sociedad mexicana, encabezados por científicos, académicos, artistas e intelectuales, la Universidad conquistó su autonomía, y recibió con ello la personalidad jurídica propia y la reincorporación definitiva de la Escuela Nacional Preparatoria. Comienza entonces una nueva etapa para nuestra institución. La vida preparatoriana da lugar al desarrollo de las ideas, las artes, las ciencias; se precisaba, cada vez con mayor premura, de más y más aulas que den cabida a los centros de jóvenes que aspiran a formar parte del que sería, a partir de ese momento, el proyecto cultural más importante de México en este siglo: La Universidad. La Preparatoria Nacional ocupó entonces edificios y viejas casonas donde se instalarían algunos de los nuevos planteles, y llegó el turno al plantel número 6, en 1959: sería ubicado en un bello edificio colonial, en la Avenida Ribera de San Cosme n.º 71, conocido como la Casa de los Mascarones.[cita requerida]

### La Casa de los Mascarones

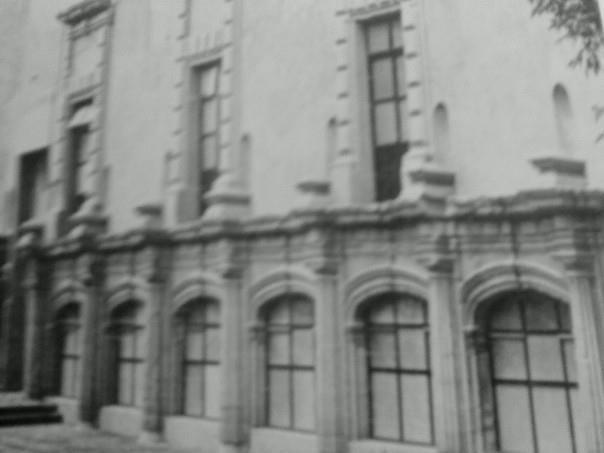
Casa de los Mascarones, ocupada por la ENP 6 desde 1959 hasta 1964.

Hacia 1776, en el pueblo de Tacuba, provincia de la Ciudad de México donde acaudalados comerciantes españoles asentaban sus casas de descanso, inició la construcción de la suya José Javier Diego Suárez Peredo Vivero Hurtado de Mendoza, noveno conde del Valle de Orizaba y vizconde de San Miguel. Al morir este en 1771, la construcción de la finca quedó inconclusa, permaneciendo abandonada hasta 1822, año en que fue vendida en pública subasta, para ser concluida por el canónigo Manuel Moreno y Jove. Es desde 1850 que la casa alberga centros de enseñanza: desde el Colegio de Nuestra Señora de Guadalupe, hasta el Instituto Científico, Clausurado en 1914 por órdenes del primer Jefe del Ejército Constitucionalista, Venustiano Carranza, quien expulsa a los jesuitas para dar posesión del inmueble al Gobierno Federal y ponerlo al servicio de la Escuela Nacional de Maestras. Mientras tanto, la Universidad Nacional de México liberaba los difíciles años de la revolución y tomaba, poco a poco, los principios y valores que le habrían de dar estructura y vida. Así, es a partir de 1921 cuando inicia sus cursos la Escuela de Verano, semillero de una buena parte del cuerpo docente y de funcionarios con que contaba la Universidad, que en el año de 1925 hace uso de la cesión de espacio que le otorga la Secretaría de Educación Pública en el ala antigua de la Casa de los Mascarones, donde comparte las viejas aulas, patios y huertos con una escuela primaria, que toma posesión del lugar tras la desocupación de la Escuela de Maestras. En 1926, la Escuela de Verano de la Universidad Nacional quedó formalmente instalada en Mascarones. Poco después, en 1929, La Universidad creó la Escuela de Música, a la que le dio lugar provisionalmente en los salones de la Escuela de Verano. El 10 de julio, ese mismo año, el antiguo edificio de Mascarones fue definitivamente incorporado al patrimonio universitario. No obstante de ello, es hasta 1940 cuando un decreto expropiatorio del Presidente de la República, Gral. Lázaro Cárdenas, da por concluido el proceso judicial iniciado en 1914, dando a la Universidad la titularidad definitiva del antiguo edificio de los Mascarones, que alberga a diversas instituciones universitarias hasta 1959, año en que es ocupado por la Preparatoria 6.

### Coyoacán
Durante el período rectoral del doctor Ignacio Chávez, comenzaron a tomar forma las gestiones para la construcción de un nuevo edificio que albergaría al plantel 6 de la Escuela Nacional Preparatoria, ya que el edificio de San Cosme era insuficiente para dar cabida a la gran cantidad de jóvenes que iniciaban en sus aulas su vida universitaria. Por aquellos años, la Institución había adquirido un predio propiedad de la Fundación Mier y Pesado, ubicado en la hermosa villa de Coyoacán, al sur de la ciudad. Coyo-hua-can, "Lugar donde abundan los coyotes" en la lengua de sus antiguos pobladores, los tepanecas, han tenido desde entonces un lugar destacado en la historia y cultura de México. El Señor de Coyoacán, por la importancia social y económica del reino, fue uno de los altos jerarcas que acompañó a Moctezuma a su encuentro con el conquistador español, y fue Coyoacán el sitio donde partió el emperador mexica, tras preparar aquí el asalto final de Tenochtitlán.
La ENP 6 se ubica en la alcaldía Coyoacán desde el 11 de febrero de 1964, fecha en que fue inaugurada por el entonces Presidente de la República Adolfo López Mateos, en compañía del rector, doctor Ignacio Chávez.

## Instalaciones

### Biblioteca

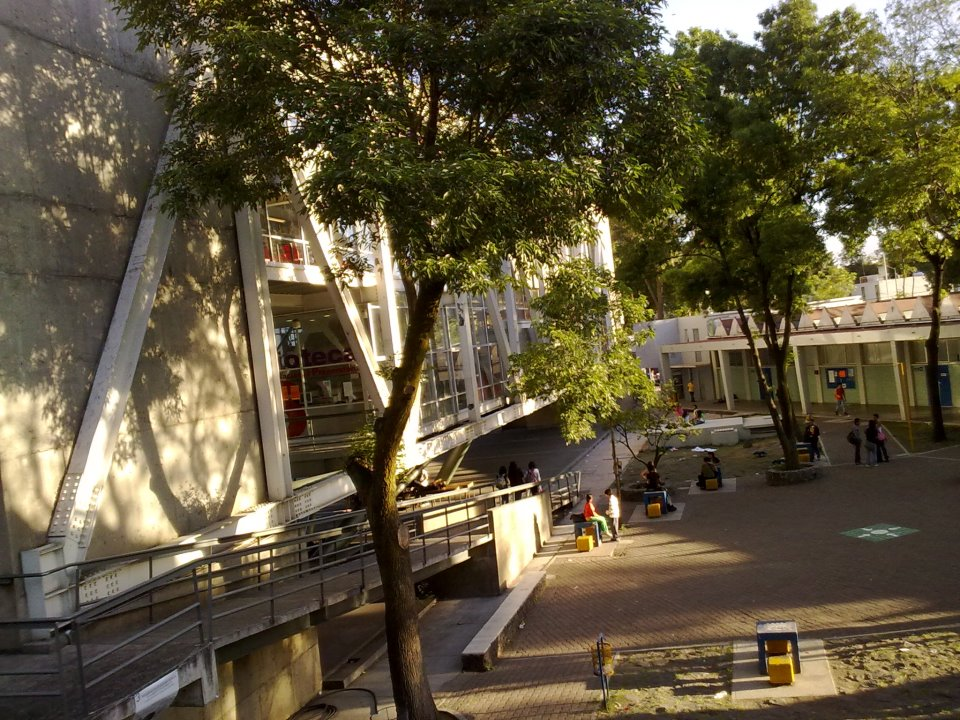
Biblioteca

Tiene un acervo aproximado de 640,000 libros y 54 títulos de revistas periódicas, mismos que constituyen los materiales didácticos más utilizados en la labor educativa de profesores y alumnos.  Este acervo se mantiene actualizado constantemente y se verifica que los materiales cubran los contenidos de los programas de estudios de todas las asignaturas. También cuenta con la  Red Inalámbrica Universitaria (RIU), catálogos automatizados, estantería abierta, préstamo de libros y fotocopiado.

### Auditorio "Sonia Amelio"

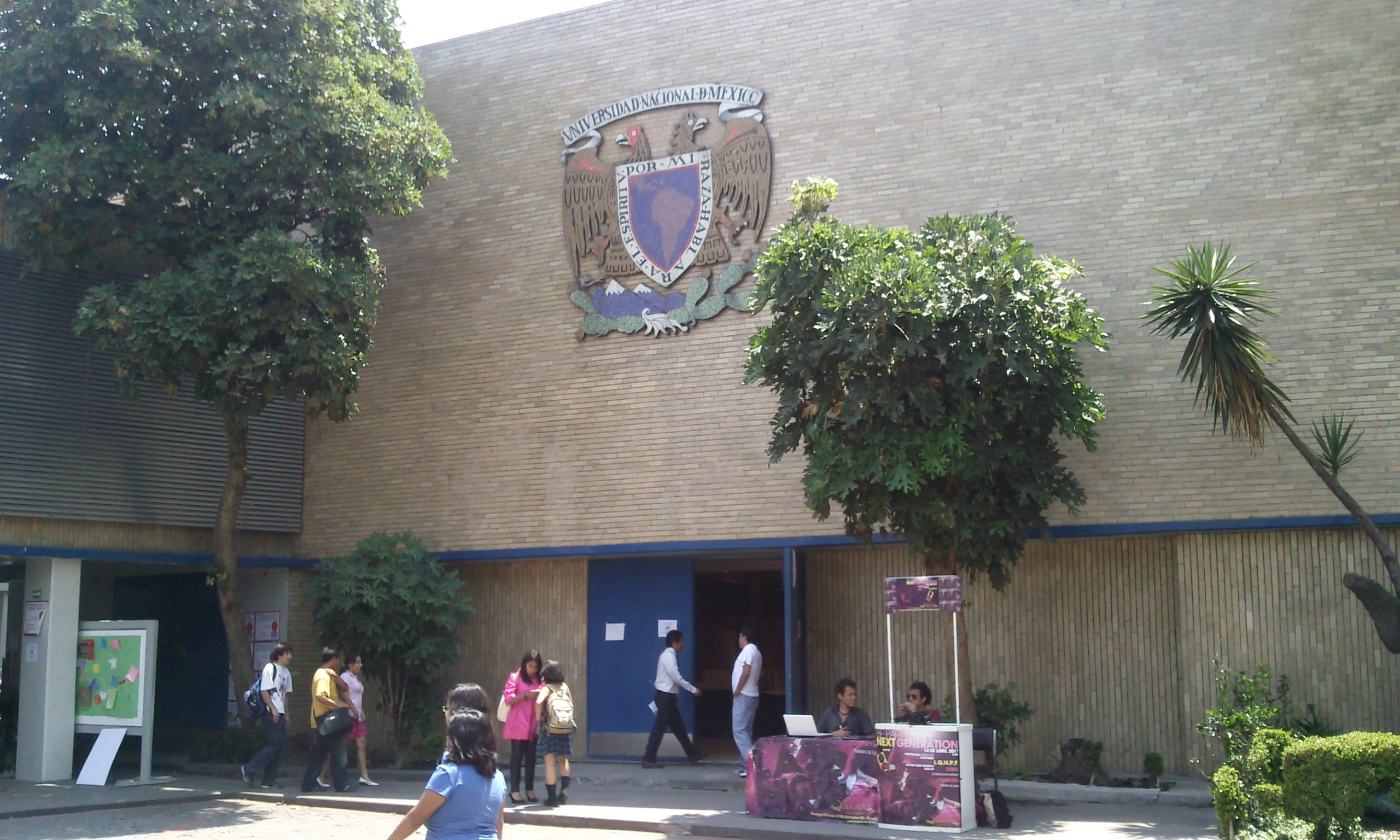
Auditorio

En el auditorio se llevan a cabo presentaciones de libros, obras de teatro, conferencias, recitales y conciertos. Nombrado "Sonia Amelio" para rendir tributo a la bailarina mexicana.

### Club de Meteorología "Helios"
Forma parte del Programa de Estaciones Meteorológicas del Bachillerato Universitario (PEMBU) el cual está integrado por los planteles de enseñanza media superior en la UNAM. Se pueden medir diferentes condiciones atmosféricas tales como temperatura, dirección y velocidad del viento, presión atmosférica, humedad relatica punto de rocío y precipitación diaria.  Los datos de esta variable se envían cada tres horas al Centro de Ciencias de la Atmósfera de la UNAM.

## Rendimiento académico
La ENP 6 es considerada como una de las mejores entre los nueve planteles de la ENP. Estos puntos de vista se basan en los resultados de concursos de esta escuela con otras, como es el caso del "Concurso interpreparatoriano" que es organizado anualmente en la ENP. Este concurso consiste en una serie de exámenes de todas las disciplinas impartidas en la ENP que son aplicados a los participantes de los 9 planteles de la ENP para poder tener un promedio de los conocimientos académicos de los alumnos.  En 2016 la ENP 6 tuvo el primer lugar en número de ganadores en primer lugar y ganadores totales (suma de primer, segundo y tercer lugar) con respecto a todas las demás preparatorias de la ENP.
El Instituto Weizmann de Ciencias ofrece anualmente una beca a 4 estudiantes mexicanos de nivel bachillerato para que participen en el Campamento Internacional de Ciencias del Instituto Weizmann de Ciencias de Rejovot, Israel, campamento en el cual se reúnen aproximadamente 80 alumnos de 16 diferentes países. En 2013 los alumnos Frida Fernanda Reyes Arroyo, María Fernanda Martínez Reza y Javier Mancilla Galindo de la ENP6 fueron elegidos para esta beca. Es decir, de las 4 becas a nivel nacional, en 2013 tres de ellas fueron para alumnos de la Preparatoria.

## Exalumnos notables
- Miguel Herrera, jugador y entrenador de futbol.
- Leonardo López Luján, arqueólogo, director del Proyecto Templo Mayor.
- Miguel Ángel Mancera, abogado y político.